# Moara (okręg Prahova)
Moara – wieś w Rumunii, w okręgu Prahova, w gminie Puchenii Mari. W 2011 roku liczyła 520 mieszkańców.